# 993
| Calendário gregoriano                                                        | 993 CMXCIII                                          |
| Ab urbe condita                                                              | 1746                                                 |
| Calendário arménio                                                           | 442 – 443                                            |
| Calendário bahá'í                                                            | -851 – -850                                          |
| Calendário budista                                                           | 1537                                                 |
| Calendário chinês                                                            | 3689 – 3690 Início a 27 de janeiro (aproximadamente) |
| Calendário copta                                                             | 709 – 710                                            |
| Calendário etíope                                                            | 985 – 986                                            |
| Calendários hindus - Vikram Samvat - Calendário nacional indiano - Cáli Iuga | 1048 – 1049 914 – 915 4093 – 4094                    |
| Calendário Holoceno                                                          | 10993                                                |
| Calendário islâmico                                                          | 383 – 384                                            |
| Calendário judaico                                                           | 4753 – 4754                                          |
| Calendário persa                                                             | 371 – 372                                            |
| Calendário rúnico                                                            | 1243                                                 |
| Calendário solar tailandês                                                   | 1536                                                 |

993 (CMXCIII na numeração romana) foi um ano comum do século X do Calendário Juliano, da Era de Cristo, teve início a um domingo e terminou também a um domingo, a sua letra dominical foi A (52 semanas).
No  território que viria a ser o reino de Portugal estava em vigor a Era de César que já contava 1031 anos.
| Ano completo                    |
| ------------------------------- |
| Ano comum com início ao domingo |

## Mortes
- Josserando Bers Senhor medieval francês de Semur-en-Brionnais.